# Collectivisme économique
 (octobre 2023).
- Si vous ne connaissez pas le sujet, laissez ce bandeau (vous pouvez alors contacter les auteurs).
- Si vous supprimez le contenu mis en cause (vous pouvez préalablement contacter les auteurs),

argumentez précisément cette suppression dans la page de discussion
(un manque de référence n'est pas un argument ; une recherche réelle de référence doit avoir été effectuée, être formellement documentée).
 (septembre 2012).
Si vous disposez d'ouvrages ou d'articles de référence ou si vous connaissez des sites web de qualité traitant du thème abordé ici, merci de compléter l'article en donnant les références utiles à sa vérifiabilité et en les liant à la section « Notes et références ».
Le collectivisme économique est un mode d'organisation sociale fondé sur la propriété collective (collectivisation) des moyens de production. Par extension, c'est un système qui admet la gestion des moyens de production par une entité politique (association, commune, État…) afin de planifier la production.

## Présentation
Pour les partisans de l'économie collectiviste, le collectivisme est un moyen pour réaliser la justice sociale, ou d'aboutir à un idéal collectif égalitaire donné (kibboutz, phalanstère, avènement d'une société sans classe, etc.). Plusieurs idéologies d'économie collectiviste considèrent qu'une économie de ce type est meilleure pour l'individu et la société qu'une société à économie capitaliste, le collectivisme économique qui tendrait à assurer la fin de l'exploitation économique et des inégalités.
Le collectivisme économique peut être socialiste, libertaire ou étatique (dans ce dernier cas il s'agit d'une forme généralisée d'étatisme ou de capitalisme d'État).

## Dans l'histoire
Historiquement, l'économie collectivisée est liée aux systèmes économiques des États communistes. Associé tout d'abord à l'Union soviétique, ce modèle de développement économique s'est diffusé avec l'expansion communiste de l'après-guerre en Europe de l'est, dans ce qui allait devenir le bloc communiste.
Si ce modèle économique a admis une certaine efficacité pour l'industrialisation des pays collectivistes, il s'est assez rapidement essoufflé : dans les années 1970-1980, on constate statistiquement une importante décélération de la croissance économique dans les pays du bloc de l'est.
Ainsi, dans le cadre du COMECON, l'URSS « rançonnait » ses ressources naturelles pour maintenir sa domination idéologique, politique et militaire sur les pays d'Europe de l'est.

## Critiques
Les partisans du libéralisme économique considèrent que le collectivisme économique n'est pas viable. En effet, selon eux, la propriété privée des moyens de production serait le fondement de « la motivation d'entreprendre et d'investir ». Cependant, ils ne sont pas opposés à un collectivisme économique entre participants volontaires (ce qui ressort de la coopération).